# Tomáš Zápotočný
Tomáš Zápotočný (Příbram, República Checa, 13 de septiembre de 1980) es un exfutbolista checo. Jugaba de defensa y su primer equipo fue el FK Marila Příbram.

## Biografía
Zápotočný empezó su carrera profesional en un equipo de la Liga de Fútbol de la República Checa, el FK Marila Příbram.
En enero de 2002 ficha por el FK Drnovice, equipo con el que debuta en Primera división. En esa temporada Zápotočný juega pocos partidos y no puede ayudar mucho a su equipo en su intento de mantener la categoría, meta que no se consiguió.
Después de esa misma temporada se marcha a jugar al  Slovan Liberec, equipo con el que se proclama campeón de Liga en 2006, siendo capitán del equipo. Ese año la prensa de su país le considera uno de los mejores defensas del campeonato y gracias a ello consigue debutar con su selección.
En 2007 probó suerte en Italia fichando por el Udinese. Su debut en la Serie A se produjo el 25 de febrero de 2007 en un partido contra el Parma.
Después de una temporada como suplente decide irse y acaba recalando en el Beşiktaş turco.

### Selección nacional
Ha sido internacional con la selección de fútbol de la República Checa en 4 ocasiones. Su debut como internacional se produjo el 16 de agosto de 2006 en un partido contra Serbia.

## Clubes
| Club                       | País            | Año       |
| -------------------------- | --------------- | --------- |
| FK Marila Příbram          | República Checa | 2000-2001 |
| FK Drnovice                | República Checa | 2002      |
| FC Slovan Liberec          | República Checa | 2002-2007 |
| Udinese Calcio             | Italia          | 2007-2008 |
| Beşiktaş Jimnastik Kulübü  | Turquía         | 2008-2009 |
| Bursaspor                  | Turquía         | 2009-2010 |
| Beşiktaş Jimnastik Kulübü  | Turquía         | 2010-2011 |
| Athletic Club Sparta Praga | República Checa | 2011-2013 |
| 1. FK Příbram              | República Checa | 2013-2016 |
| Baník Ostrava              | República Checa | 2016-2017 |
| 1. FK Příbram              | República Checa | 2017-2018 |

## Títulos
- 1 Liga de la República Checa (Slovan Liberec, 2006)
- 1 Süper Lig (Beşiktaş JK, 2009)
- 1 Süper Lig (Bursaspor, 2010)

- Datos: Q723915
- Multimedia: Tomáš Zápotočný / Q723915